# Thomas Wignell
Thomas Wignell, född 1753, död 1803, var en brittisk-amerikansk skådespelare och teaterdirektör. 
Han var kusin till Lewis Hallam och engagerad vid Old American Company i John Street Theatre i New York 1785-93, och grundade 1793 Chestnut Street Theatre i Philadelphia, som vid sidan av New York-scenen blev USA:s andra viktigaste scen. 
Han var gift med Ann Brunton Merry.